# Николай (Ерёмин)
Митрополит Николай (в миру Степан Павлович Ерёмин; 6 (18) декабря 1892, хутор Россошинский, станица Тепикинская, Хопёрский округ, Область Войска Донского — 23 января 1985, Сент-Женевьев-де-Буа, Франция) — епископ Русской православной церкви, митрополит Корсунский, Экзарх Московской Патриархии в Западной Европе.

## Биография
Родился 6 декабря 1892 года в станице Тепикинской, хутор Россошинский, Царицинская губерния.
Был женат. Имел сына Михаила.
В 1920 году выехал в Грецию, а оттуда переехал в Болгарию.
В 1938 году переехал в Париж и поступил в Свято-Сергиевский богословский институт.
25 февраля 1940 года епископом Сергиевским Иоанном рукоположён во диакона и назначен к храму Сергиевского подворья (Западноевропейский экзархат русских приходов Константинопольского патриархата)
8 октября 1942 года Митрополитом Евлогием (Георгиевским) рукоположён во пресвитера.
В 1943 году окончил Свято-Сергиевский православный богословский институт в Париже. В 1943—1947 годы — Библиотекарь Института. В 1944—1947 годы преподавал в Свято-Сергиевском институте славянский язык и практическую канонику.
15 марта 1945 года пострижен в монашество с именем Николай в честь святителя Николая Мирликийского.
После окончания Второй мировой войны вместе с митрополитом Евлогием (Георгиевским) переходит в юрисдикцию Московского Патриархата.
Был настоятелем православного прихода в городе Нуази-ле-Гран (Франция).
После кончины митрополита и нового раскола в рядах русской православной диаспоры во Франции, иеромонах Николай остался верен Русской Церкви.
Член епархиального совета Русского Западно-Европейского православного экзархата Московского Патриархата.
6 сентября 1947 года возведён в сан архимандрита и назначен настоятелем Трёхсвятительского подворья в Париже. Отец Николай много потрудился для благоустройства вверенного ему прихода и храма.
С 15 ноября 1949 года состоял Председателем Совета при Экзархе Московской Патриархии в Западной Европе.
16 ноября 1953 года, в Крестовой церкви архиепископа Берлинского Бориса происходило, после всенощного бдения, наречение архимандрита Николая (Еремина) во епископа Клишисского. Чин наречения совершал архиепископ Минский и Белорусский Питирим вместе с архиепископом Берлинским и Германским Борисом.
17 декабря 1953 года в Воскресенском кафедральном соборе в Берлине (Германия) хиротонисан в епископа Клишисского (по названию парижского предместья Клиши-су-Буа). Чин хиротонии совершали: архиепископ Минский и Белорусский Питирим (Свиридов) и архиепископ Берлинский и Германский Борис (Вик).
11 ноября 1954 года назначен Экзархом Московской Патриархии в Западной Европе (с местопребыванием в Париже) с возведением в сан архиепископа.
5 января 1960 года возведён в сан митрополита с присвоением титула Корсунского.
В своей родной епархии усиленно заботился об открытии новых приходов и строительстве новых храмов. Организовал духовную семинарию и монашеское братство при епархиальном доме в Вильмуассоне.
С 14 января 1963 года уволен на покой по собственному прошению.
Пребывая на покое, организовал Братство Иоанна Предтечи для поминовения усопших. До последнего года ежедневно служил в храме, устроенном в доме, где он жил, или в Трехсвятительском подворье и в Никольском храме Русского дома для престарелых в Сент-Женевьев-де-Буа.
Скончался 23 января 1985 года. Отпевание совершили митрополит Сурожский Антоний (Блум), прибывший из Лондона, и архиепископ Брюссельский Василий (Кривошеин). Погребён 30 января 1985 года на русском кладбище в Сент-Женевьев-де-Буа.

## Сочинения
- Слово в Неделю сыропустную // Вестник Русского Западно-Европейского Патриаршего Экзархата. 1951. — № 6. — С. 29-31
- Речь при наречении во епископа Клишийского // Журнал Московской Патриархии. — 1954. — № 2. — С. 26.
  - Слово при наречении // Вестник Русского Западно-Европейского Патриаршего Экзархата. 1954. — № 17. — С. 8-10.
- Обращение (30 ноября 1954 г., Париж) // Вестник Русского Западно-Европейского Патриаршего Экзархата. 1954. — № 20. — С. 188—190.
- [Слово после Литургии в храме Трехсвятительского подворья в Париже 11 ноября 1954 г.] // Вестник Русского Западно-Европейского Патриаршего Экзархата. 1954. — № 20. — С. 204—206.
- Из церковной жизни [Слово после Литургии в храме Трехсвятительского подворья в Париже 11 ноября 1954 г.] [на фр. яз.] // Вестник Русского Западно-Европейского Патриаршего Экзархата. 1954. — № 20. — С. 252—254.
- Обращение [на фр. яз.] // Вестник Русского Западно-Европейского Патриаршего Экзархата. 1954. — № 20. — С. 208—210.
- Рождественское послание [на фр. яз.] // Вестник Русского Западно-Европейского Патриаршего Экзархата. 1955. — № 24. — С. 225—226.
- Рождественское послание // Вестник Русского Западно-Европейского Патриаршего Экзархата. 1955. — № 24. — С. 257—258.
- Message Pascal [Пасхальное послание] // Вестник Русского Западно-Европейского Патриаршего Экзархата. 1955. — № 21. — С. 3-4.
- Пасхальное послание пастырям, клирикам, иночеству и мирянам Экзархата // Вестник Русского Западно-Европейского Патриаршего Экзархата. 1955. — № 21. — С. 51-52.
- Message de Noël [Рождественское послание] // Вестник Русского Западно-Европейского Патриаршего Экзархата. 1957. — № 25. — С. 1-3.
- Lettre à S. Em. le Cardinal Féltin et réponse // Вестник Русского Западно-Европейского Патриаршего Экзархата. 1957. — № 25. — С. 28.
- Message de Paques [Пасхальное послание] // Вестник Русского Западно-Европейского Патриаршего Экзархата. 1957. — № 26. — С. 66-67.
- Патриарху Алексию [извещение о хиротонии епископа Василия] // Журнал Московской Патриархии. 1959. — № 7. — С. 4 (в соавторстве)
- Message de Noël [Рождественское послание] // Вестник Русского Западно-Европейского Патриаршего Экзархата. 1960. — № 36. — С. 5-6.
- Рождественское послание // Вестник Русского Западно-Европейского Патриаршего Экзархата. 1959. — № 32. — С. 253—254
- Святейшему Патриарху Алексию [благодарность за награду] // Журнал Московской Патриархии. 1960. — № 2. — С. 27
- Христианин в храме Господнем // Журнал Московской Патриархии. 1959. — № 10. — С. 63-65
- Высокопреосвященному Митрополиту Николаю [благодарность за благопожелания в связи с наградой] // Журнал Московской Патриархии. 1960. — № 2. — С. 27.
- Речь при вручении архиерейского жезла новопоставленному епископу Алексию (Ван дер Менсбрюгге) Медонскому // Журнал Московской Патриархии. — 1961. — № 2. — С. 19—20.
- Ответ протопресвитеру Адриану Рымаренко на его «Открытое письмо митрополиту Николаю» (в Париже) по поводу брошюры проф. С. В. Троицкого «О неправде Карловацкого раскола» // Вестник Русского Западно-Европейского Патриаршего Экзархата. 1961. — № 40. — С. 228—230.
- Надгробное слово при погребении протоиерея о. Георгия Шумкина // Вестник Русского Западно-Европейского Патриаршего Экзархата. 1965. — № 49. — С. 6-7